# Пашови скали
Пашови скали е природна забележителност в Западните Родопи, България. Заема площ от 2,1 хектара.
Представлява скален венец, извисяващ се от северозапад над долината на река Люта, ляв приток на Чепинска река. Намира се на около 2 km южно от Юндола. В близост до него са разположени селата Пашови и Света Петка. До природната забележителност се достига за около 35 минути от параклиса „Св. Петка“ в Юндола. Другият маршрут е от хижа „Юндола“, през връх Шейтанка. По този маршрут е невъзможно да се достигне, тъй като пътеката попада в границите на заградения участък на Учебно-опитно горско стопанство „Юндола“ на Лесотехническия университет, в който се отглеждат популации на глухар, елен лопатар, дива свиня и муфлон.
В границите на природната забележителност се срещат стефчова тлъстига (Sedum stefco), ресничест дебелец (Sempervivum ciliosum), обикновена кандилка (Aquilegia vulgaris).
Скалният масив Пашови скали е обявен за природна забележителност на 8 януари 1981 г., с цел опазване на скален масив.

## Галерия
|                         |  |
| Изглед от Пашови скали. |  |